# بخش سالم (شهرستان ویاندوت، اوهایو)
بخش سالم (به انگلیسی: Salem Township) یک منطقهٔ مسکونی در ایالات متحده آمریکا است که در شهرستان وایندات، اوهایو واقع شده‌است.
 بخش سالم ۹۴٫۳ کیلومتر مربع مساحت و ۱٬۰۰۱ نفر جمعیت دارد و ۲۵۶ متر بالاتر از سطح دریا واقع شده‌است.